# Bessie Barriscale
Bessie Barriscale, de son vrai nom Elizabeth Barry Scale, est une actrice américaine née le 30 septembre 1884 à Hoboken (New Jersey) et morte le 30 juin 1965 à Kentfield (Californie).

## Biographie
Bessie Barriscale, née de parents irlandais, a débuté au théâtre sur la côte est avant de se tourner vers le cinéma. Elle commence à tourner en 1913, et travaille notamment avec la Triangle Film Corporation. Elle fonde la "Bessie Barriscale Feature Company" en 1917 avec son mari, l'acteur Howard Hickman, le réalisateur Oscar Apfel, et le producteur Robert Brunton (it).

## Théâtre
- 1906 : Cape Cod Folks de Earl W. Mayo : Becky Cradlebow
- 1913 : We Are Seven de Eleanor Gates (en) : Diantha Kerr
- 1914 : What Would You Do? de Augustin MacHugh
- 1921 : The Skirt de Howard Hickman : Betty Price

## Filmographie

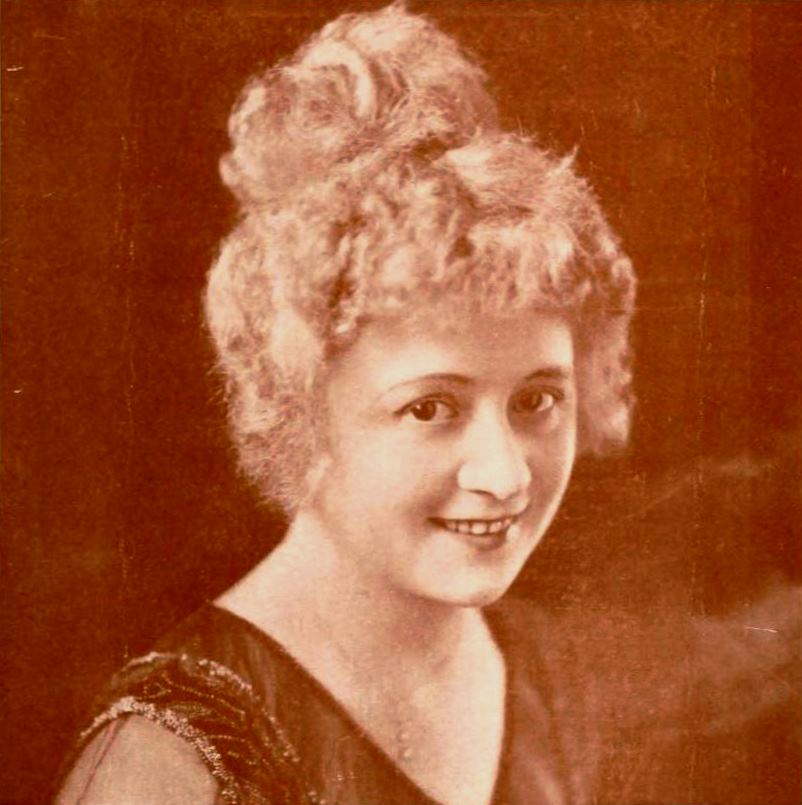
Bessie Barriscale en 1918.

- 1914 : Rose of the Rancho de Cecil B. DeMille : Juanita
- 1914 : Ready Money de Oscar Apfel : Grace Tyler
- 1914 : The Making of Bobby Burnit : Agnes Elliston
- 1915 : The Golden Claw (en) de Reginald Barker : Lillian Hillary
- 1915 : The Mating (it) de Raymond B. West : Doris Willard
- 1915 : The Reward de Reginald Barker : Jane Wallace
- 1915 : The Painted Soul de Scott Sidney : Irene Brock
- 1915 : The Devil de Reginald Barker : Isabella Zanden
- 1915 : The Cup of Life de Raymond B. West : Helen Fiske
- 1916 : Bullets and Brown Eyes de Scott Sidney : Comtesse Olga
- 1916 : A Corner in Colleens de Charles Miller : Shamrock
- 1916 : The Green Swamp (en) de Scott Sidney : Margery Allison
- 1916 : Home de Raymond B. West : Bessie Wheaton
- 1916 : L'Autel de l'honneur (Honor's Altar) de Walter Edwards : Winnie Mallery
- 1916 : The Last Act de Walter Edwards : Ethel Duprey
- 1916 : Not My Sister de Charles Giblyn : Grace Tyler
- 1916 : La Petite servante (Plain Jane) de Charles Miller : Jane
- 1916 : The Payment de Raymond B. West : Phyllis Page
- 1916 : Bawbs O' Blue Ridge de Charles Miller : Barbara "Bawbs" Colby
- 1916 : The Sorrows of Love de Charles Giblyn : Béatrice
- 1917 : Borrowed Plumage de Raymond B. West : Nora
- 1917 : The Hater of Men de Charles Miller : Janice Salsbury
- 1917 : Celle qui paie (Those Who Pay) de Raymond B. West : Dorothy Warner
- 1917 : Les Sœurs jumelles (The Snarl) de Raymond B. West : Helen Dean / Marion Dean
- 1917 : Wooden Shoes de Raymond B. West : Pampy
- 1918 : Blindfolded de Raymond B. West : Peggy Muldoon
- 1918 : The Cast-Off de Raymond B. West : Pansy May
- 1918 : Madame Qui ? (Madam Who?) de Reginald Barker : Jeanne Beaufort
- 1918 : Maid O' the Storm de Raymond B. West : Ariel
- 1918 : Patriotism de Raymond B. West : Robin Cameron
- 1918 : Two-Gun Betty de Howard Hickman : Betty Craig
- 1918 : The White Lie (it) de Howard Hickman : Dorothy Kingsley
- 1918 : Au fond de la coupe (it) (Within the Cup) de Raymond B. West : Thisbe Lorraine
- 1918 : The Heart of Rachael de Howard Hickman : Rachael
- 1918 : Rose O' Paradise de James Young : Virginia Singleton
- 1919 : All of a Sudden Norma de Howard Hickman : Norma Brisbane
- 1919 : Hearts Asleep de Howard Hickman : Nancy
- 1919 : Her Purchase Price (en) de Howard Hickman : Sheka
- 1919 : Kitty Kelly, M.D. de Howard Hickman : Kitty Kelly
- 1919 : Tangled Threads de Howard Hickman : Margaret Wayne
- 1919 : A Trick of Fate de Howard Hickman : Anna Gerard / Mary Lee
- 1919 : Josselyn's Wife (en) de Howard C. Hickman : Ellen Latimer Josselyn
- 1919 : The Woman Michael Married de Henry Kolker : Mira Sacky
- 1919 : Beckoning Roads de Howard Hickman : Marquita Shay
- 1920 : The Notorious Mrs. Sands de William Christy Cabanne : Mary Ware
- 1920 : A Woman Who Understood (en) de William Parke : Madge Graham
- 1920 : The Broken Gate de Paul Scardon : Aurora Lane
- 1920 : Life's Twist de Christy Cabanne : Muriel Chester / Tina Pierce
- 1920 : The Luck of Geraldine Laird de Edward Sloman : Geraldine Laird
- 1921 : The Breaking Point de Paul Scardon : Ruth Marshall
- 1928 : Show Folks de Paul L. Stein : Kitty
- 1933 : Bondage de Alfred Santell
- 1933 : Secrets de Frank Borzage : Susan Carlton
- 1933 : Above the Clouds de Roy William Neill : Mère
- 1934 : Beloved de Victor Schertzinger : Mme Watkins
- 1934 : The Man Who Reclaimed His Head de Edward Ludwig : Louise

## Galerie

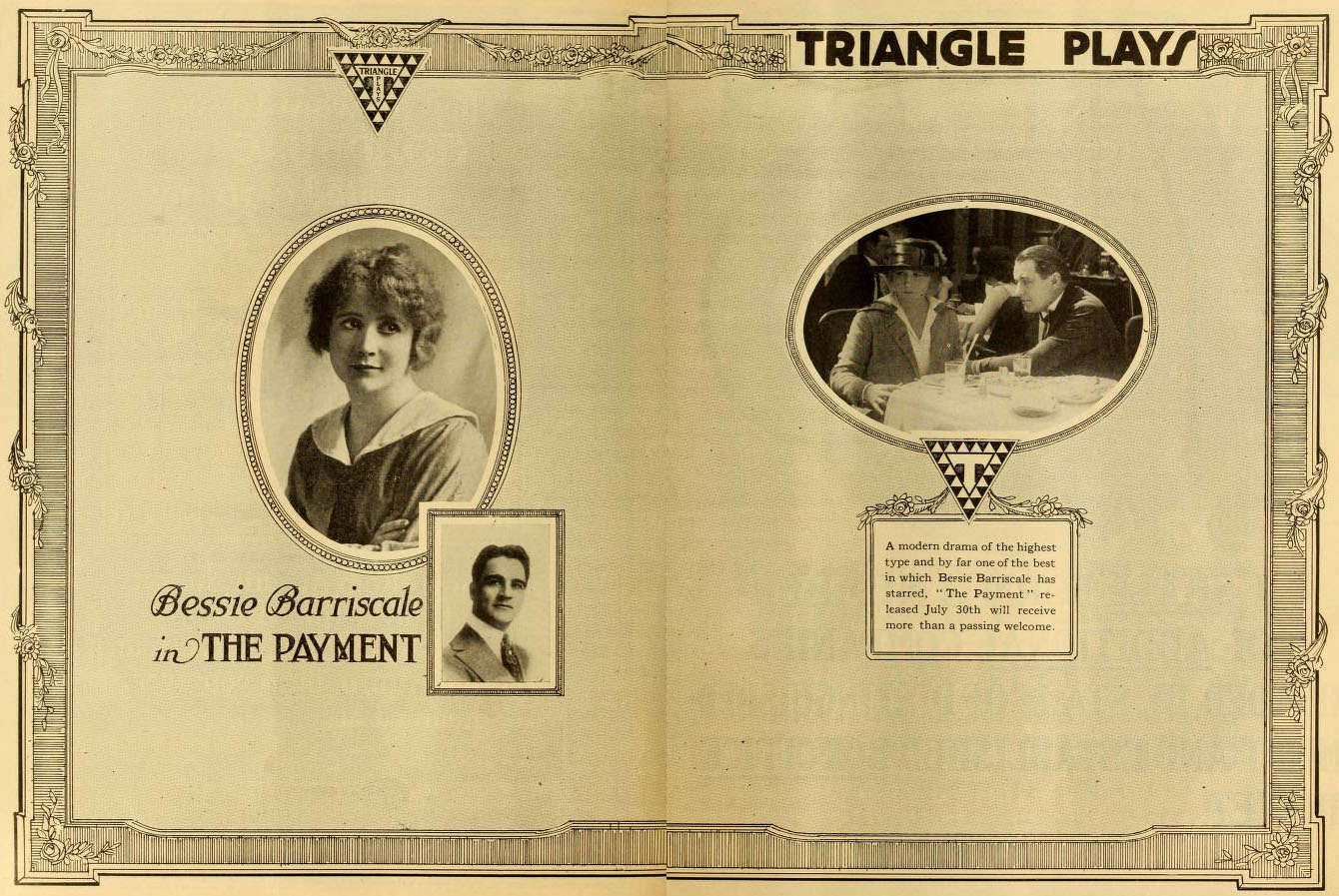
The Payment (1916)
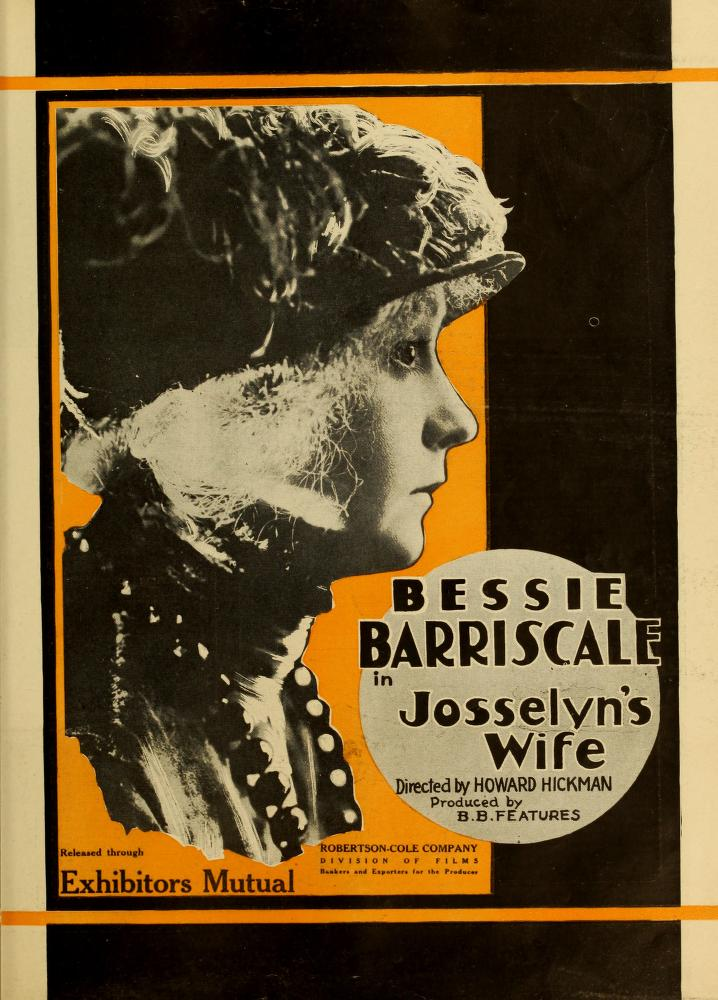
Josselyn's Wife (1919)
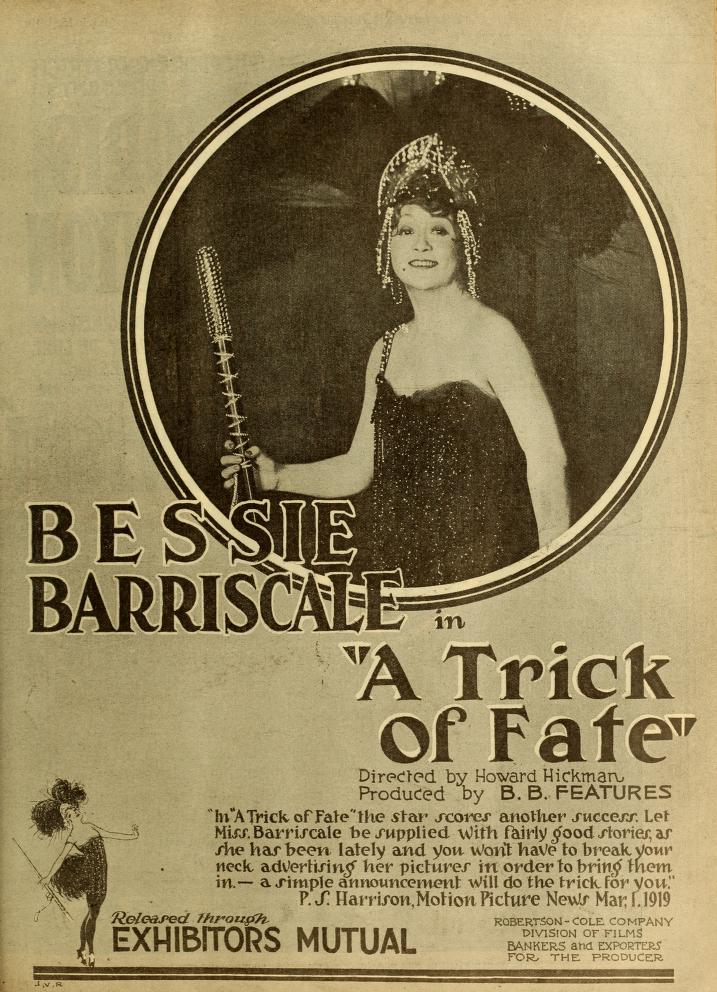
A Trick of Fate (1919)
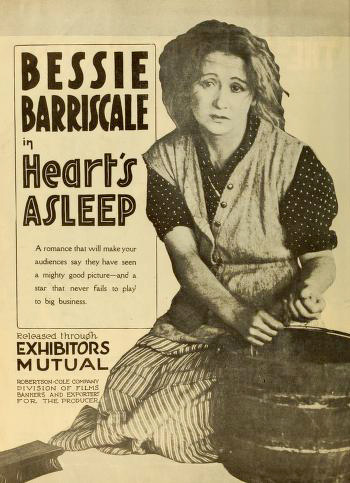
Heart's Asleep (1919)